# Teratosphaeria marasasii
Teratosphaeria marasasii är en svampart som beskrevs av Crous 2008. Teratosphaeria marasasii ingår i släktet Teratosphaeria och familjen Teratosphaeriaceae.   Inga underarter finns listade i Catalogue of Life.